# Маестранса (арена)
Арена для кориди Маестранса (ісп. Plaza de Toros de la Maestranza) — найстаріша арена для бою биків в Іспанії. Вважається однією з найкрасивіших та найіменитіших в Іспанії. 
Зведення споруди почалося в 1749 і тривало майже 120 років. Історична будівля на бульварі Кристофора Колумба виходить фасадом на берег Гвадалквівіру і має форму багатогранника з 30 сторонами. Арена вміщує 14 000 глядачів. Вистави проходять по неділях з квітня по жовтень. Поруч з ареною розташовуються каплиця, де тореадори моляться перед боєм, лазарет та гардероб. У будівлі арени також працює музей історії кориди, експозиція якого включає портрети, афіші та костюми тореадорів. Біля входу в споруду встановлені пам'ятники найзнаменитішим тореадорам, а також пам'ятник Кармен, яка відповідно до новели Проспера Меріме загинула саме тут. 